# 카차리나 할키나
카차리나 할키나(벨라루스어: Кацярына Галкіна, 러시아어: Екатерина Галкина 예카테리나 갈키나[*], 1997년 2월 25일 ~ )는 벨라루스 리듬 체조 선수이다.

## 생애
차카시나 할키나는 2009년에 주니어 대회에 데뷔를 하였고, 많은 메달을 획득하였다. 특히 2012년 유럽 리듬 체조 선수권 대회에서 개인 종목으로 리본과 볼에서 은메달을 획득하였고 단체전에도 은메달을 획득하였다. 이온컵에서 주니어 개인종합 금메달을 획득하였다.
2013년에는 시니어 데뷔를 하였고, 홀른 그랑프리 대회에서 개인종합 은메달, 리본에서는 금메달을 획득하였다. 2013년 유럽 리듬 체조 선수권 대회 단체전에서 동메달을 획득하였다.

## 체조 음악
| 년도 | 종목   | 음악 제목                               |
| ---- | ------ | --------------------------------------- |
| 2013 | Hoop   | Black Orpheus by Aziza Mustafa Zadeh    |
| 2013 | Ball   | ?                                       |
| 2013 | Clubs  | Swing Baby by Ji Young                  |
| 2013 | Ribbon | Spanish Dance by Taro Hakase            |
| 2012 | Hoop   | ?                                       |
| 2012 | Ball   | Bellini Portreyi Yaparken by Can Atilla |
| 2012 | Clubs  | ?                                       |
| 2012 | Ribbon | Romance by Georgy Sviridov              |

## 관련 인물
- 멜리치나 스타뉴타
- 마리나 두룬다
- 마리야 티토바
- 야나 쿠드럅체바